# Guinea-Bissaus herrlandslag i volleyboll
Guinea-Bissaus herrlandslag i volleyboll representerar Guinea-Bissau i volleyboll på herrsidan. Laget deltog i allafrikanska spelen 1999, där de åkte ur i gruppspelet med en femte och sista plats i gruppen.

### Fotnoter
1. ↑  Todor Krastev. ”Men Volleyball VII All Africa Games 1999 Johannesburg (RSA) - 11-18.09 Winner Cameroon” (på engelska). http://www.todor66.com/volleyball/Africa/Men_AAG_1999.html. Läst 1 november 2023.